# Panorpa picta
Panorpa picta är en näbbsländeart som beskrevs av Hagen 1863. Panorpa picta ingår i släktet Panorpa och familjen skorpionsländor. Inga underarter finns listade i Catalogue of Life.